# Kostelec (Jičíni járás)
Kostelec település Csehországban, a Jičíni járásban. Kostelec Staré Místo, Veliš, Chyjice és Jičíněves településekkel határos. Lakosainak száma 38 fő (2024. január 1.).

## Népesség
A település lakosságának változását az alábbi diagram mutatja:
| Lakosok száma | 126  | 127  | 140  | 95   | 63   | 42   | 37   | 37   | 38   | 38   |
|               | 1869 | 1890 | 1921 | 1950 | 1980 | 2001 | 2017 | 2019 | 2022 | 2024 |